# Koji Kumagai
Koji Kumagai (熊谷 浩二 Kumagai Koji?), född 23 oktober 1975, är en japansk tidigare fotbollsspelare.
I april 1995 blev han uttagen i Japans trupp till U20-världsmästerskapet 1995.